# أحمد أباد عبدال (اسماعيلية)
أحمد أباد عبدال (بالفارسية: احمدآباد عبدال) هي قرية وتقع في إيران في قسم إسماعيلية الريفي. يقدر عدد سكانها بـ 153 نسمة .